# Abergasilus
Abergasilus amplexus là một loài giáp xác chân chèo kí sinh, là loài đặc hữu của sinh cảnh euryhaline ở New Zealand. A. amplexus là loài duy nhất của chi Abergasilus.

## Mô tả
Loài này khác biệt hoàn toàn so với các loài khác trong họ Ergasilidae bởi chúng chỉ có 3 cặp chân. Cặp chân thứ tư và thứ năm được tiêu biến hoàn toàn hoặc biến dạng thành gai đơn. Con đực sống tự do, có lối sống phù du. Cả con được và con cái đều có chiều dài trung bình 0,5 mm.

## Vật chủ
Vật chủ chính của loài này được cho là Anguilla australis. Các loài vật chủ khác mà loài này kí sinh từng được ghi nhận bao gồm Anguilla dieffenbachii, Arripis trutta, Carassius auratus, Galaxias maculatus, Perca fluviatilis, Pseudophycis bachus, Retropinna retropinna, Rhombosolea leporina, Rhombosolea plebeia và Rhombosolea retiaria.